# Akemi Barbara Katsuki
Akemi Barbara Katsuki (sinh ngày 16 tháng 5 năm 1987) là một người mẫu Nhật Bản. Cô mang hai dòng máu Nhật - Brasil và lớn lên ở Tokyo. Cô từng sống và làm việc tại Hồng Kông và hiện tại đang sống và làm việc tại Đài Loan. Nghệ danh của cô ở Đài Loan là Hương Nguyệt Minh Mỹ (香月明美).

## Sự nghiệp
Năm 2001, khi chỉ mới 14 tuổi, mẹ cô đã đưa cô đi học ngành người mẫu. Năm 2002, cô ký hợp đồng với hãng đồ lót Wacoal khi mới 15 tuổi. Sau đó, cô chuyển đến Hồng Kông để theo đuổi sự nghiệp người mẫu của mình.
Năm 2006, Wacoal lại mời cô tham gia nhãn hàng của họ. Cùng năm, hệ thống cửa hàng Watsons đã mời Akemi tham dự buổi ra mắt cửa hàng thứ 400 của họ.
Năm 2007, Akemi tham gia FHM-Taiwan Top100 Model 2007 và đạt được vị trí thứ 7. Tháng 10, cô trở thành đại sứ thương hiệu cho hãng thời trang đồ lót La Felino của Ý. Cuối năm, Akemi cho phát hành cuốn sách nhan đề "AKEMI日本南紀浪漫遊－美景、美食、美人湯" do cô đồng tác giả, xuất bản ngày 5 tháng 11 năm 2007 tại Đài Loan, bằng tiếng Trung phồn thể, nội dung giới thiệu du lịch Nhật Bản.
Năm 2009, Akemi trở thành nhà thiết kế độc quyền của Playboy, thiết kế các mẫu mới của túi xách nam, nữ và giày. Chủ đề thiết kế thu đông 2009 của Playboy là hai khái niệm thiết kế của NU-HYPE (xu hướng mới) và TRAIBLAZER (tiên phong phổ biến).
Năm 2013, Akemi quảng cáo cho một nhãn hàng sữa tắm, được phát trên truyền hình Đài Loan, nhưng sau đó thì đoạn video bị cấm do cô khỏa thân hoàn toàn trong quảng cáo.
Ngày 8 tháng 3 năm 2014, cô cùng Tiffany Hsu, Jerry Huang được mời tham dự buổi lễ từ thiện do Tổ chức Pearl S. Buck tổ chức để giúp gây quỹ cho người nhập cư mới ở Đài Loan.
Năm 2015, Akemi tham gia trong Mùa 3 của cuộc thi Asia's Next Top Model và đứng vị trí thứ 4.
Năm 2016, Akemi được mời làm khách mời tại Hội nghị ra mắt trang phục mới của Lễ hội mùa xuân Paris 2016, cô đã trình diện trang phục mới của nhà thiết kế.
Năm 2018, cô tham gia "Giải đấu thể hình có thẻ chuyên nghiệp IFBB Châu Á 2018" tổ chức tại Cao Hùng vào ngày 16 tháng 12, sự kiện có 300 thí sinh đến từ 17 quốc gia bao gồm Malaysia, Hoa Kỳ, Thái Lan, Hàn Quốc, Nam Phi, Canada, Singapore, Trung Quốc, Ả Rập Xê Út, Yemen, Ai Cập, Úc,...Akemi Barbara Katsuki đã giành được vị trí thứ hai trong bảng D.

### Đóng Video ca nhạc
- Năm 2006：album Tào Tháo của Lâm Tuấn Kiệt.
- Năm 2014：ca khúc Nhĩ quyên biên đích (你身邊的) trong album Mạo tí hi pháp (帽子戏法) của Ngụy Thần

### Phim
Năm 2007, Akemi tham gia phim 黑糖瑪奇朵 (Brown Sugar Macchiato) vai thư ký. Đây là bộ phim truyền hình phát sóng tại Đài Loan.
Năm 2013, tham gia 愛情ATM là bộ phim thần tượng, phát hành tại Đài Loan.
Năm 2016, cô tham gia bộ phim truyền hình 36 tập, Viễn đắc yêu mệnh đích ái tình (远得要命的爱情) do Công ty TNHH Truyền thông Văn hóa Điện ảnh và Truyền hình Beijing Tianxia Huayu sản xuất.
Năm 2021, Akemi tham gia phim Kill - Burn do Adam Hayes sản xuất, cùng các diễn viên Fabio Grangeon, Yana Staya. Một bộ phim tâm lý xã hội về tác động của mạng xã hội đối với sức khỏe tâm thần đang xảy ra trong tương lai gần của xã hội.

### Tạp chí
- Vision man
- GQ
- Next
- Men's uno
- Vogue
- Elle
- Harper's Bazaar
- Figaro
- 柯夢波丹
- Bella
- 儂儂
- 東京Vivi
- 茉莉

### Quảng cáo
- Bobson伯布森牛仔褲
- Wacoal華歌爾內衣
  - 深形胸罩
  - 深動
  - 深型拉鍊
  - 深型魚篇
  - 深型360度
  - 深動Party
  - Aloha篇
- Breeze Center微風廣場
- Edhardy from USA
- Vono濃湯
- 水果醋方
  - 我要呷醋篇
  - 水果醋方葡萄篇
- 愛之味雙健茶王
- 美麗爾診所
- 諾貝爾眼科
- Neutrogena
  - 露得清Skin
  - 舒緩面膜
  - City Angel篇
  - 清輕透無感防曬
- Miss shark
  - 小白鯊代言篇
- D&DJewelry
  - 珠寶代言人
- La Felino
  - 內衣代言人
- Mu online(聯強國際)
- 美國西北櫻桃
- 詩德登牛仔褲(與陳楚河)
- 日本Avon化妝品
- Bobbi Brown彩妝
- SYM 機車-越南
- 艾碧斯-綠精靈
- 麥當勞-麥香堡(深海鱈魚)
- 遠傳電信大雙網-世界在他手中
- Ganier-Body light
- 愛之味雙健茶王
- 美琪泡沫沐浴乳
- 華碩ZenFone 3 Deluxe

## Đời tư
Tháng 4 năm 2017, cô bắt đầu hẹn hò vơi Jinrong - một diễn viên và người mẫu người New Zealand, một mối quan hệ mà cô thừa nhận là bạn bè được 8 năm. Về sau họ chia tay. Sau khi chia tay Jinrong, cô hẹn hò với một giám đốc thiết kế iFone, hiện cô vẫn chưa kết hôn nhưng đã có con sau 1 năm hẹn hò này.